# Eysturtindur

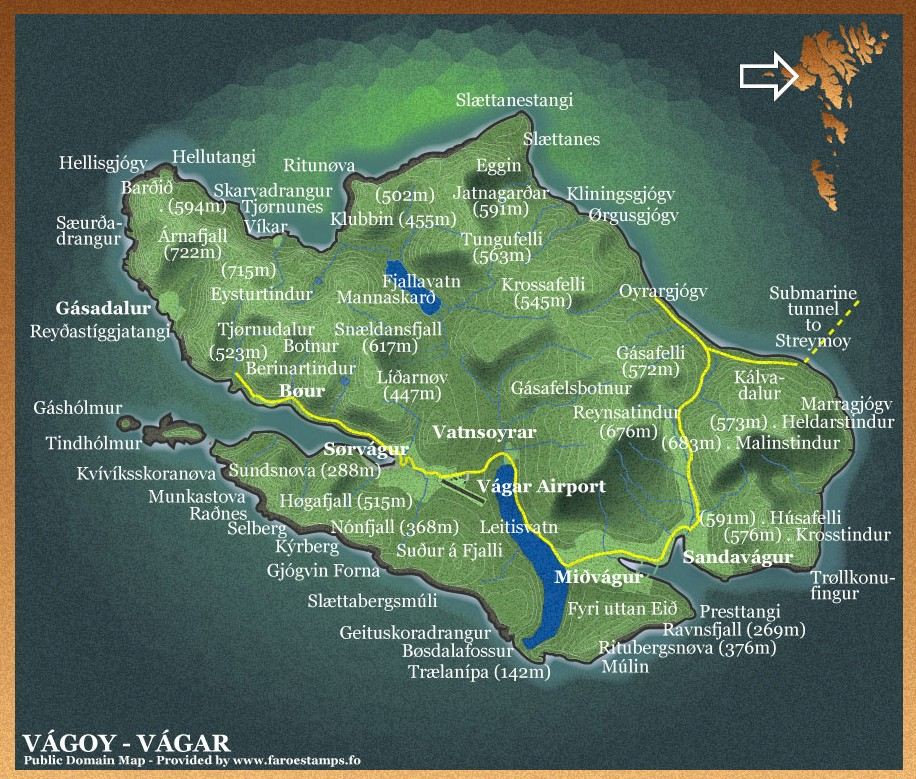
Ön Vágar med Eysturtindur till vänster på kartan.

Eysturtindur är ett berg på ön Vágar i Färöarna. Berget har en högsta topp på 715 meter, vilket är öns näst högsta topp.